# 明治大学漫画研究会
明治大学漫画研究会（めいじだいがくまんがけんきゅうかい）は、明治大学の大学公認文化芸術系サークルである。1954年創設。略称は明大漫研。

## 概要
1954年創部。公式機関紙『MORE』を年2回発行。
マンガ系大学サークルの嚆矢のひとつとされ、早稲田大学漫画研究会などが後に創部されたのをきっかけに、翌年にインカレ組織である「大学漫画研究会連盟」が発足した。幼少時より漫画に親しんだ戦後の子供たちが成長し、同人誌を発行したり、漫画研究会を創設し、プロ・アマ間の交流が盛んとなった潮流が背景にあったとされる。
明治大学内では、明大漫研とは別に明治大学SF研究会がSF系漫画を活動領域として取り扱うなど、漫研出身以外の業界人OBも多い（米澤嘉博、三田紀房、新井英樹等）。また、明大の理系キャンパスである明大生田キャンパスには「明治大学生田漫画研究会」が別に存在する。
高校生時代の岩代俊明が少年ジャンプで賞を取った際、どの大学に行くべきか編集者に相談した際、明大漫研を薦められたというエピソードがある。

## コミックマーケット

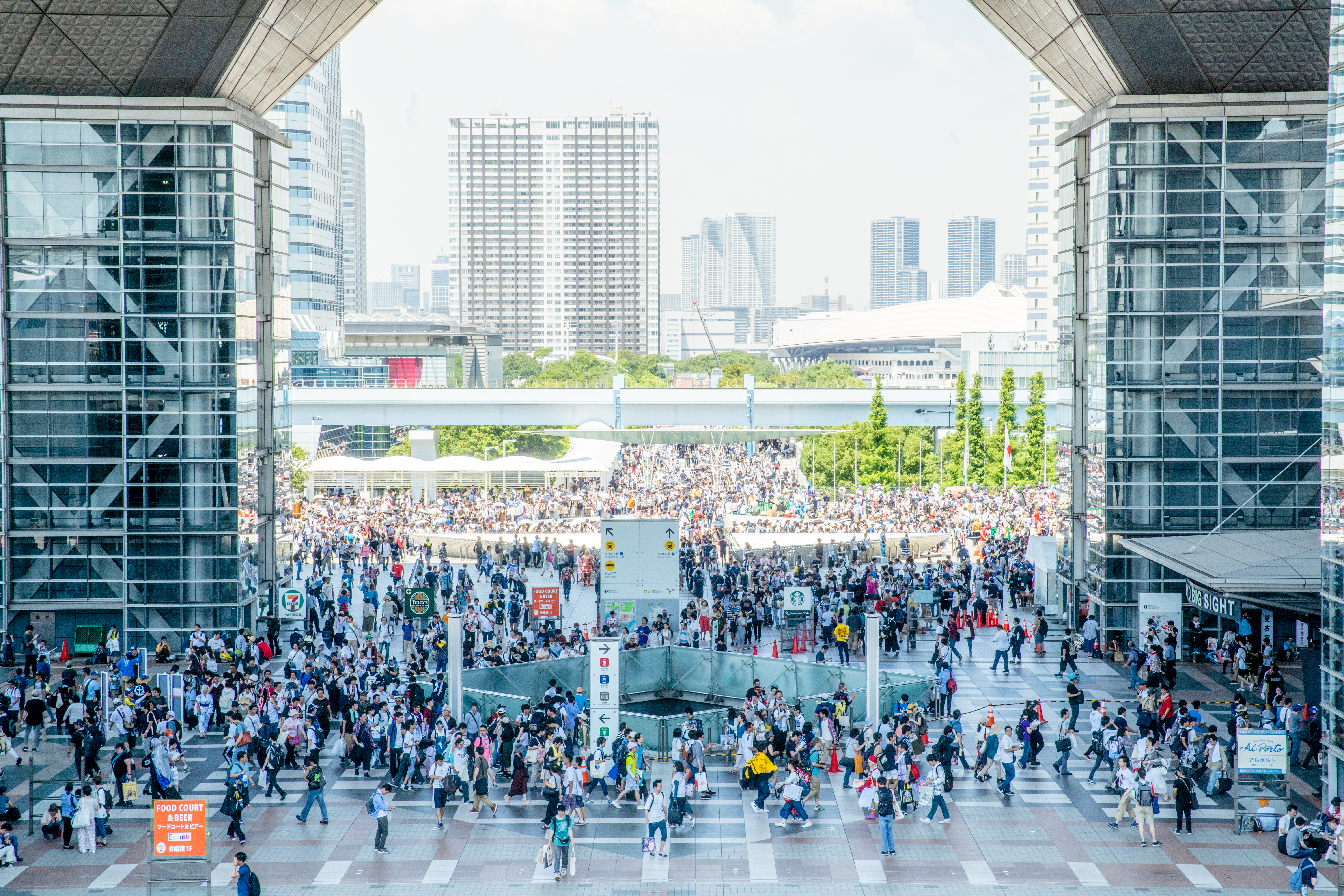
コミックマーケット

日本最大規模の屋内イベント（展示会なども含む）であり、世界最大の同人誌即売会である、「コミックマーケット」には、公式機関紙『MORE』を最も初期から出展している。
1980年（C14）から2006年夏（C70）までコミックマーケット準備会代表を務め、コミックマーケットの顔と言われた米澤嘉博は、明治大学理工学部在学中から漫画批評集団「迷宮」に参加し、迷宮の同人として1975年からのコミックマーケット創設の中心だったが、明大在学時は漫研には属さずSF研究会に所属し、自作の漫画同人誌をひっさげ、漫研に喧嘩を売りに行ったというエピソードが残っている。尚、後任の現コミックマーケット準備会代表の筆谷芳行は明大漫研OBである。

## 現代マンガ図書館

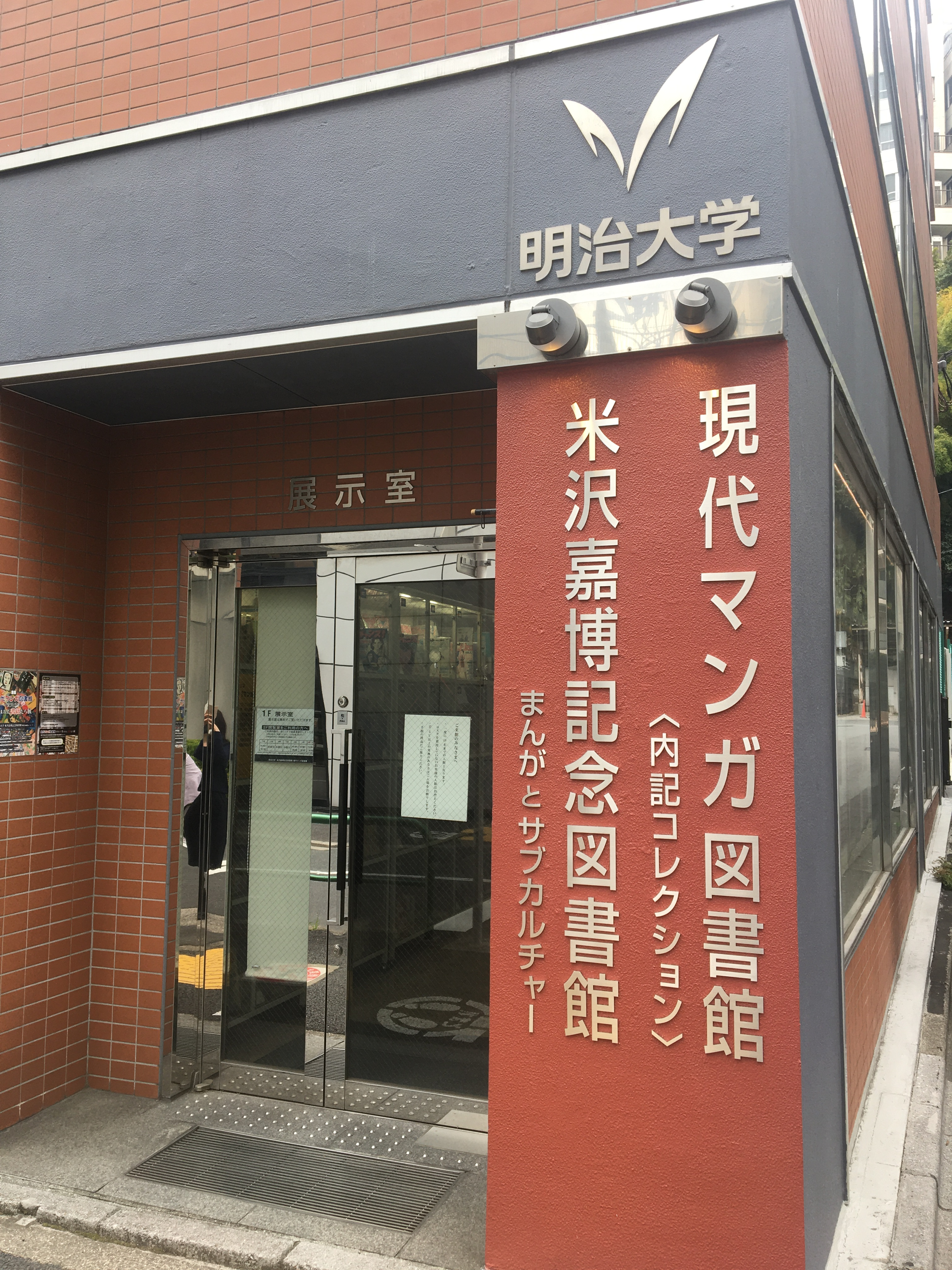
明大現代マンガ図書館

ポップカルチャー関連研究が盛んな明大では、日本マンガ学会事務局を中野キャンパスに設置している他、「明治大学現代マンガ図書館」を、内記稔夫の寄贈によるコレクションと、米澤嘉博の寄贈によるコレクションを統合し、京都国際マンガミュージアムを上回る国内最大級のマンガ図書館として2021年にリニューアルオープンさせており、漫研の公式機関紙『MORE』の全巻もここに所蔵している。
2022年には岸田文雄首相が来館し、ちばてつや、里中満智子、弘兼憲史など国内の著名漫画家との懇談会が開催され、「大きな漫画の力を応援できるような環境整備を政治の役割として進めたい」として、国を挙げての将来の整備構想に言及した。また、北京大学などに分館を設置している。

## 明治大学落語研究会
1961年の夏、明大漫研に出入りしていた2人の学生が、明大の名物教授として知られていた政治経済学部教授の藤原弘達を訪ね、「風刺のツボ」を聞き出そうとしたところ、落語研究会創部の話に発展し、藤原を部長として明治大学落語研究会が創部されるに至った。OBには現役落語家唯一の人間国宝認定者などがいる他、三宅裕司、立川志の輔、渡辺正行などが代々継承してきた「紫紺亭志い朝」が大名跡として知られる。

## 主な出身者

### 漫画家・イラストレーター
- 相田裕 - 「GUNSLINGER GIRL」、文化庁メディア芸術祭マンガ部門優秀賞
- アキヨシカズタカ - 「双月巫女」
- いしかわじゅん - 漫画家（「桜田です!」）、小説家、漫画評論家、手塚治虫文化賞選考委員
- 五十嵐浩一 - 「ペリカンロード」
- 片山まさゆき - 「ぎゅわんぶらあ自己中心派」
- かわぐちかいじ - 「沈黙の艦隊」、「ジパング」、文化庁メディア芸術祭マンガ部門大賞
- 小林たつよし - 「リトルコップ」、藤子不二雄賞
- 高田裕三 - 「3×3 EYES」、講談社漫画賞
- 西村宗 - 「サラリ君」、文藝春秋漫画賞、日本漫画家協会賞
- ほんまりう - 「天下御免」
- 田川滋 - 学研「ひみつシリーズ」
- 清水康代 - 「キッチンの達人」
- 西園フミコ - 「バディ！！！」、「おみやげどうしよう？」
- 乙川灯 - 「はたらく細胞LADY」
- 宮島葉子 - 「滔々と紅」

### その他
- 山田詠美 - 直木賞作家、芥川賞選考委員
- 三条陸 - 漫画原作者（DRAGON QUESTシリーズ等）、脚本家
- 筆谷芳行 - 第3代コミックマーケット準備会共同代表、少年画報社取締役
- 勅使川原昭（志駕晃）[15] - 小説家（「スマホを落としただけなのに」シリーズ）、漫画家、ニッポン放送プロジェクト専務取締役
- あかほりさとる - 「SATZ」代表、小説家、ライトノベル作家、脚本家、漫画原作者
- 和智正喜 ‐ 小説家、脚本家、漫画原作者、THE GATE編集部賞
- 長谷川晋一 - 東京創元社社長
- 戸田利吉郎 - 少年画報社社長
- おざわゆうじ　(尾沢工房) - 近代麻雀オリジナル編集長、漫画家

## 関連書籍

### 著作
- 『明大漫研ＯＢ作品集』（ソニー・マガジンズ、1987年）